# Dąbrowo
Dąbrowo (deutsch Heinrichswalde) ist ein Dorf in der polnischen Woiwodschaft Ermland-Masuren, das zur Landgemeinde Grunwald (Grünefeld) im Powiat Ostródzki (Kreis Osterode) gehört.

## Geographische Lage
Dąbrowo liegt 23 Kilometer südlich der Kreisstadt Ostróda (Osterode (Ostpreußen)), im Nordwesten des Jezioro Dąbrowa (Semnitz-See) und ist über eine Stichstraße von Marcinkowo (Mertinsdorf) an der Woiwodschaftsstraße 537 aus zu erreichen. Eine Bahnanbindung besteht nicht.

## Geschichte
Das Dorf hieß bis zum 18. September 1877 Dombrowa und bestand im Wesentlichen aus einem großen Hof. Als Ortsteil der Landgemeinde Frögenau gehörte das Heinrichswalde genannte Dorf bis 1945 zum Amtsbezirk Frögenau im Kreis Osterode in Ostpreußen im Regierungsbezirk Königsberg (ab 1905 Regierungsbezirk Allenstein) in der preußischen Provinz Ostpreußen.
Im Jahr 1945 wurde Heinrichswalde in Kriegsfolge mit dem südlichen Ostpreußen Polen zugeordnet und erhielt den polnischen Namen Dąbrowo. Heute ist das kleine Dorf eine Ortschaft im Verbund der Landgemeinde Grunwald (Grünefelde) im Powiat Ostródzki der Woiwodschaft Ermland-Masuren und gehörte von 1975 bis 1998 zur Woiwodschaft Olsztyn (Allenstein).

## Kirche

### Evangelisch
Bis 1945 war die Bevölkerung Heinrichswaldes überwiegend evangelischer Konfession. Das Dorf war in die Region Tannenberg des Kirchspiels Mühlen-Tannenberg (heute polnisch: Mielno-Stębark) eingepfarrt, das zum Kirchenkreis Osterode (Superintendenturbezirk Hohenstein) innerhalb der Kirchenprovinz Ostpreußen der Evangelischen Kirche der Altpreußischen Union gehörte. Nach Flucht und Vertreibung der einheimischen Bevölkerung wohnen heute nur noch wenige evangelische Kirchenmitglieder in Dąbrowo. Sie gehören jetzt zur Pfarrei Ostróda in der Diözese Masuren der Evangelisch-Augsburgischen Kirche in Polen.

### Römisch-katholisch
Seit 1945 lebt in Dąbrowo eine fast ausnahmslos katholische Einwohnerschaft. Die bisher evangelische Pfarrkirche in Tannenberg ist nun zentrales katholisches Gotteshaus. Die Pfarrgemeinde gehört zum Dekanat Grunwald im Erzbistum Ermland der Katholischen Kirche in Polen.